# Paradoxurus zeylonensis
La civeta de las palmeras dorada (Paradoxurus zeylonensis) es una especie de mamífero carnívoro de la familia Viverridae. Es endémica de Sri Lanka y no se conocen subespecies.